# نشانه مولر
نشانه مولر (انگلیسی: Müller's sign) نبض یا حرکت ضربانی زبان کوچک است که در طی سیستول رخ می‌دهد و در بیماران مبتلا به نارسایی شدید آئورت قابل مشاهده است. علامت مولر در اثر افزایش حجم ضربه‌ای قلب ایجاد می‌شود.
علامت مولر به نام پزشک آلمانی فردریش فون مولر نامگذاری شده است.